# Circle (película)
Circle es un thriller psicológico estadounidense escrito y dirigido por Aaron Hann y Mario Miscione. El reparto está constituido por Carter Jenkins, Lawrence Kao, Allegra Masters, Michael Nardelli, Julie Benz, Mercy Malick, Lisa Pelikan y César García. Está inspirada en el drama 12 Angry Men de 1957 y fue grabada en el año 2014. Fue premiada en Festival Internacional de Cine de Seattle el 28 de mayo de 2015, antes de ser lanzados a Vídeos-Bajo-Demanda el 16 de octubre de ese mismo año. En la película, cincuenta personas despiertan en una habitación oscura, hasta que se percatan de que uno de ellos es asesinado cada dos minutos o al intentar escapar. Cuando reparan en que pueden elegir a quien quieren que muera primero, empiezan a surgir varios bandos según los diferentes valores personales.

## Argumento
Cincuenta personas despiertan en una habitación oscurecida, organizada en dos círculos concéntricos alrededor de una cúpula negra. Suenan ruidos cuando intentan moverse o tocar a otros. Cuando alguien ignora el aviso y se sale de la formación, un rayo proveniente de la cúpula los mata. Mientras los otros entran en pánico, un hombre intenta calmarlos. En mitad de la frase el dispositivo lo asesina. A partir de ese momento, cada dos minutos, otra persona es asesinada. Después de la muerte de muchas personas, se dan cuenta de que pueden votar quién muere. Cuando nadie vota, alguien es seleccionado aleatoriamente.
Tras hablar sobre el criterio, un universitario sugiere votar a los ancianos. Habiendo gastado unos minutos sin discutir, se preguntan dónde están, cómo han llegado allí, quién los ha abducido y por qué. Una persona dice recordar estar en la carretera intentando ir a Los Ángeles, lo que estimula la memoria de otros. Él es el único que recuerda su abducción hasta que un hombre mayor dice que vio y habló con alienígenas. Mientras este los describe, muchos de los demás lo acusan de mentir para alargar su vida; él es el siguiente en morir.
Cuando un universitario propone que una señora de mediana edad sea el siguiente objetivo, algunas personas no la consideran anciana, por lo que no lo ven justo. La mujer se presenta como una superviviente de cáncer a los 52 años, lo que algunos entienden como que va a morir pronto. Una médica se une a otros en su defensa, y cuando el universitario vota para que la superviviente del cáncer sea la siguiente, la gente, en lugar de ella, deciden votarlo a él.
Algunas personas dicen de reconocer a otras: la médica y un hombre posiblemente tuvieron un romance, un hombre identifica a la mujer que hay a su lado como su esposa, y un policía reconoce a un hombre acusado de violencia machista, por haber golpeado a su novia, era el hombre tatuado quien inicialmente niega las alegaciones pero bajo la presión acaba aceptando que ella se lo merecía y, por esa razón, él acaba siendo el siguiente.
Después de haber sido eliminadas rápidamente varias minorías, un hombre afroamericano objeta que el proceso está siendo racista. Los demás están en desacuerdo, pero cuando el policía habla de manera racista, es seleccionado siguiente. Intentan votar a todos por igual, pero alguien vota por la mujer embarazada y por consiguiente un hombre llamado Eric vota por este. Todos deciden lo mismo, y es asesinado por unanimidad. Intrigados, los restantes experimentan votando. Se dan cuenta de que no pueden votarse a sí mismos, y deben siempre estar de acuerdo, suponiendo eso que una de las dos últimas personas restantes tiene que sacrificarse o por lo contrario mueren los dos. Después de que varias personas se ofreciesen para morir, un bando escéptico liderado por un hombre ateo y un niño asiático provocan un cambio de opinión en los voluntarios. El ateísta es salvado, pero cuando acusa a una chica muy atractiva de ser una actriz porno, lo cual ella niega, es asesinado. Una lesbiana se convierte en el blanco, pero muere el juez que insistió más en que fuese ella la siguiente en su lugar.
Tras varias eliminaciones, surgen dos bandos principales: uno que quiere proteger a la mujer embarazada y a una niña pequeña, y otro que quiere eliminarlas inmediatamente como una amenaza a su supervivencia. Un soldado, un hombre con un solo brazo, y Eric argumentan que todos deben sacrificarse para salvar a la niña y la mujer embarazada para que sean las últimas, mientras que una facción dirigida por un hombre rico sostiene que todos son iguales, y no deberían otorgar ningún privilegio especial a nadie.
El marido se ve obligado a votar del bando del soldado cuando amenazan con eliminar a su esposa, pero, después de sospechar el resto de que no fueran realmente pareja, admiten que inventaron la relación para que tuvieran piedad con ellos y no los eliminasen. Ambos son elegidos, y las dos facciones agresivamente adelgazan el número de sus integrantes.
Finalmente, solo Eric, la mujer embarazada, un hombre silencioso que nunca ha votado, y la niña quedan. Eric comienza a especular y llega a la conclusión de que los aliens han usado ese proceso para que aprendieran sobre los valores humanos. Después de que el hombre silencioso fuera eliminado, Eric convence a la niña de que se unieran para suicidarse. Por lo tanto, en el momento en el que ella muere, Eric rápidamente vota a la embarazada, revelando que las ha engañado todo este tiempo. Eric espera hasta ser liberado, pero luego se relaciona con el niño que lleva en su vientre la embarazada, a quien vota para matarlo. Eric se levanta en Los Ángeles donde se une a un grupo de personas, la mayoría mujeres embarazadas y niños, observando como una nave alienígena flota.

## Reparto
- Michael Nardelli como Eric.
- Allegra Masters como la mujer embarazada.
- Molly Jackson como la niña pequeña.
- Matt Corboy como el marido.
- Rene Heger como el ateo.
- Coley Speaks como el hombre afroamericano.
- Sara Sanderson como la chica guapa.
- Michael McLafferty como el juez.
- Mercy Malick como la lesbiana.
- Michael DiBacco como el policía.
- Muneer Katchi como el hombre silencioso.
- Carter Jenkins como el chico universitario.
- Daniel Yelsky como Shaun.
- Rivka Rivera como el traductor.
- Howard S. Miller como Howard.
- César García como el hombre tatuado.
- David Reivers como Bruce.
- David Saucedo como el hombre hispano.
- Jamie Lee Redmon como la chica adolescente.
- Aimee McKay como Beth.
- Gloria Sandoval como la mujer extranjera.
- Jacquelyn Houston como la doctora.
- Kurt Long como Deacon.
- Bill Lewis como el hombre más mayor.
- Han Nah Kim como la china.
- John Edward Lee como el contable.
- Fay DeWitt como la mujer mayor.
- Emilio Kassel como el hombre que mata a la madre.
- Kevin Sheridan como el primer hombre.

## Producción
El guion fue inspirado en 12 Angry Men. El productor y actor Nardelli, un fanático de las series de los directores de The Vault, se involucró después de que le mostraran el guion. La preproducción tardó unos tres años. Nardelli dijo que estaba impresionado de la habilidad en el guion para cubrir cuestiones políticas, sociales y psicológica. En comparación a Cube, él cuenta que Círculo proporciona más respuestas y presenta un final más definitivo y claro. El casting para algunos papeles era amplio, en cambio, otros eran específicos; la intención era siempre tener una amplia sección transversal.
Los escritores-directores no pretendían que ningún personaje fuera un villano, aunque varios expresaran opiniones intolerantes. Hann y Miscione querían abordar temas de actualidad y proporcionar una presencia antinómica y cínica para la película.
El rodaje comenzó en febrero de 2014 y duró dos semanas. Todas las escenas fueron planeadas previamente al rodaje, y los directores trataron de estar lo más preparados posible; a pesar de todo, todavía se enfrentaban a problemas, ya que todos los actores debían estar disponibles para cada rodaje. Nardelli dijo que los extremos psicológicos experimentados por el reparto le hacían difícil relajarse después del rodaje..

## Estreno
Circle se estrenó el 28 de mayo de 2015, en el Festival Internacional de Cine en Seattle. FilmBuff lo lanzó como video en demanda el 16 de octubre de 2015.

## Recepción
John DeFore de The Hollywood Reporter, la calificó como “Un drama del tipo Dimensión Desconocida que tuvo más éxito del esperado”. Tony Kay de City Arts Online escribió “La película genera suspense creado con mucho cautela, y hay cierta diversión como con un rompecabezas al tratar de reconstruir exactamente lo que está pasando a medida que cada ejecución prospectiva avanza". Ain’t It Cool News escribió que a pesar de no ser "un concepto plenamente realizado", “da que pensar” y es provocativo. Valeria Koulikova de Queen Anne News escribió, “Mientras que la película pretende abordar los problemas sociales, lo que está muy bien hecho, el dejar un poco de incertidumbre al final habría hecho un final aún más intenso”.
Después de que la película se estrenara en Netflix, el director decidió abrir un "Preguntas & Respuestas" en Reddit para que los escritores pudieran mantenerse en contacto con el director. Entre los variados temas, los escritores hablaron de las razones artísticas y logísticas detrás de la grabación en una única habitación, y los beneficios de usar actores desconocidos.